# BAY LINE 7300
『BAY LINE 7300』（ベイライン セブンスリーオーオー）は、千葉県のFMラジオ局・bayfmで1991年4月1日から2009年3月31日まで、毎週月曜日から金曜日の夕方に放送していたラジオの帯番組である。

## 歴史・概説
1991年4月1日、電話リクエスト番組として、『オール電リク TOKYO BAY LINE 7300』として放送開始。1993年3月までは毎週金曜のみ17:00 - 20:30の放送だったが、4月からは前番組の『COAST HIGHWAY 78』の枠を吸収したうえで放送曜日が拡大され、月-金曜日の帯番組となった。この時の月-木曜日の放送時間は16:00 - 18:47であり、金曜のみ開始時刻も終了時刻も異なっていた。
1994年10月には、金曜日の前時間帯に放送されていた『FLIX FREAK』が終了したことを受け、全曜日16:00開始に統一された。金曜日の終了時間については、1996年9月までは19:30までだったが、その後は18:49→17:49と、終了時間が早まっている。
その後、番組名から「オール電リク」を外し『TOKYO BAY LINE 7300』に改め、さらに2001年4月からは『BAY LINE 7300』に番組名を改めた。
1990年代末から2000年に掛けての一時期は、18時台に『BAYFM POWER STREET』（月-木曜）、『WEB CHART & HIT』（金曜）が設けられた為、2時間放送に短縮されていた。
2006年7月から、次の番組であった『OLEっち』の終了にともない、金曜日の終了時間が18:55となった。さらに2007年2月からは月-木曜日も18:49終了から18:55終了となった。なお、月-水曜日は『快適生活ラジオショッピング』のため実質18:51で終了。木曜日は船橋市提供による『FUNABASHI TOWN CRUISE』放送のため実質18:49で終了だった。
番組名の" 7300 "は、リクエスト受付の専用電話番号にちなむ。「7300」である理由は、リクエスト専用回線を取得する際、末尾4桁がbayfmの周波数78.0MHzにちなんだ「7800」の番号を取得できなかった為とされる。
各曜日には毎回テーマが設定されており、主にパーソナリティのテーマに沿ったトークや、ラインバスターと呼ばれるパーソナリティとリスナーが電話で対話するコーナー、電話リクエストなどで構成されていた。
ラジオ欄でbayfmの番組表が大きめなサイズの新聞によっては、番組表内における番組紹介表記は「日本最大級電リク番組!!」と掲載していたこともあった。
通常の放送の他に年数回スペシャルプログラムとして、サテライトスタジオの「STUDIO K・WEST」から『BAY LINE 7300 from K・WEST』として公開生放送を行っていた。

## 7300シリーズの終焉とその後
2008年3月で競合番組である、FM-FUJIの『RADIO-izm』やJ-WAVEの『GROOVE LINE』が電リクを廃止し、当番組が関東FM局の平日夕方枠で唯一の電リク番組となった。しかし当番組も2009年3月31日をもって終了することとなり『オール電リク』時代から18年にわたる7300シリーズの歴史に終止符を打った。これで関東FM各局から、夕方の電リク番組がすべて姿を消したことになった。
2009年4月1日より、番組タイトル・形態を一新し、『BAY LINE GO!GO!』（ベイライン ゴー ゴー）として装いも新たに再出発。なお、『7300』時代のパーソナリティは金曜日担当だった高橋正純を除き『GO!GO!』で続投している。
なお、『BAY LINE GO!GO!』でも、不定期特番で電リクを復活させることがあった。（『BAY LINE GO!GO!』も参照。）

## パーソナリティの変遷
この番組は各曜日ともパーソナリティが違っており、基本的に男性1名＋女性1名による構成だった。

### 月曜日
- 西本淑子、マイク・ロジャース（1993年4月 - 1995年9月）
- 斉藤りさ、島村幸男（1995年10月 - 1996年3月）
- 斉藤りさ、マルコメ（1996年4月 - 1997年3月）
- 斉藤りさ、ベルナール・アッカ（1997年4月 - 9月）
- 斉藤りさ（1997年10月 - 1998年3月）
- きゃんひとみ、山本太郎（1998年4月 - 2001年頃）
- きゃんひとみ、末飛登（2001年頃）
- 島村幸男、村瀬日加里（2001年頃 - 2002年3月）
- 島村幸男、たなかえり（2002年4月1日 - 2002年9月30日）
- 島村幸男、小坂あきら（2002年10月7日 - 2003年3月24日）
- きゃんひとみ、松風雅也（2003年4月7日 - 2004年9月27日）
- きゃんひとみ、島村幸男（2004年10月4日 - 2009年3月30日）

### 火曜日
- 大森庸雄、源馬ちか子（1993年4月 - 1996年3月）
- 大森庸雄、井手えり（1996年4月 - 1997年3月）
- 島村幸男、パイレーツ（1997年4月 - 9月）
- 島村幸男、沖直実（1997年10月 - 1998年3月）
- 伊津野亮、高頭なお（1998年4月 - 2003年3月）
- 伊津野亮、SHEILA（2003年4月1日 - 2004年9月28日）
- 松風雅也、雨宮朋絵（2004年10月5日 - 2007年3月27日）
- 有村昆、雨宮朋絵（2007年4月3日 - 9月25日）
- 有村昆、山口美沙（2007年10月2日 - 2008年9月30日）
- 高頭なお、有村昆（2008年10月7日 - 2009年3月31日）

### 水曜日
- バズーカ山寺、高木理恵（1993年4月 - 1997年3月）
- バズーカ山寺、井坂綾（1997年4月 - 1998年3月）
- バズーカ山寺、君島樹（1998年4月 - 2000年頃）
- バズーカ山寺、とうほりか（2000年 - 2001年頃）
- バズーカ山寺、古川恵実子（2001年頃 - 2002年3月）
- バズーカ山寺、井川絵美（2002年4月10日 - 2005年9月28日）
- 井川絵美、bayfm All Stars（2005年10月5日 - 2006年3月29日）※この期間、バズーカ山寺はお休み。

- バズーカ山寺、井川絵美（2006年4月5日 - 2007年3月28日）
- バズーカ山寺、関根麻里（2007年4月4日 - 2009年3月25日）

※2009年1月14日 - 2月11日はバズーカ山寺に代わって流れ星がパーソナリティを務めた。

### 木曜日
- 西本淑子、ゲスト（“フレンズ”と称していた）（1993年4月 - 1996年3月）
- 源馬ちか子、ベルナール・アッカ（1996年4月 - 1997年3月）
- 源馬ちか子、ノンキーズ（1997年4月 - 9月）
- 伊津野亮、高頭なお（1997年10月 - 1998年3月）
- 斉藤りさ（1998年4月 - 2001年9月）
- イマヤス、小坂あきら（2001年10月 - 2002年9月）
- イマヤス、たなかえり（2002年10月3日 - 2004年9月16日）
- 伊津野亮、SHEILA（2004年10月7日 - 2005年9月29日）
- 伊津野亮、岡部玲子（2005年10月6日 - 2009年3月26日）

### 金曜日
- きゃんひとみ、KEN KAWASHIMA（1991年4月 - 1993年9月）
- きゃんひとみ、フレンズ（1993年10月 - 1994年3月）
- きゃんひとみ、我満嘉治、相沢元気（現：あいざわ元気）（1994年4月 - 1995年3月）
- きゃんひとみ、島村幸男、我満嘉治（1995年4月 - 1995年9月）
- きゃんひとみ、島村幸男（1995年10月 - 1998年3月）
- 島村幸男、菅野莉子（1998年4月 - 1999年3月）
- 島村幸男、三木よしえ（1999年4月 - ?）
- きゃんひとみ
- きゃんひとみ、高杉'Jay'二郎（2002年頃 - 2003年3月）
- 島村幸男、雨宮朋絵（2003年4月4日 - 2004年9月24日）
- 原田真二（2004年10月8日 - 2005年3月25日）
- 松崎麻矢、なおと（2005年4月1日 - 2005年12月16日）
- なおと、根本美緒（2006年1月6日 - 9月29日）
- 井森美幸、BAY LINE ALL STARS（2006年10月6日 - 27日）
- 井森美幸、高橋正純（2006年11月10日 - 2009年3月27日）

## 主なコーナー
- ラインバスター

パーソナリティがリクエストの為電話してきたリスナーと会話する。時刻不定で随時実施。
- SPORTS INDEX

16：53頃から。ヤマト運輸提供の内包番組。アナウンサーが読み上げる。
- 当日のリクエストの上位5曲カウントダウン

18：30頃から。正式タイトル名は無し。

## イベント・出来事

### 1995年夏特番
1995年8月31日に放送された、bayfmの特別番組『GOOD-BYE SUMMER SPLASH 10 HOUR SUMMER CALLING』では、当時の『TOKYO BAYLINE 7300』のパーソナリティ陣がレポーターとして街頭に出たほか、16時台以降は電リクを行なう等、当番組を下敷きにした番組構成であった。
この時、きゃんひとみがバッキー木場とともにメイン・パーソナリティを務めたため、当時金曜日できゃんの相方であった島村幸男は、月曜・木曜のレギュラーである西本淑子とコンビを組み、マイク・ロジャースは出演しなかった。

### 井森美幸ファーストコンサート
2006年10月より金曜パーソナリティを務める井森美幸が、2007年5月5日幕張メッセで行われた『どきどきフリーマーケット2007』のbayfm公開イベントステージで、本人のデビュー曲である「瞳の誓い」を20年ぶりに歌唱した。
当初は、番組自体がリクエスト番組ということもあり、井森本人が番組内で「瞳の誓い」がかけられる事を熱望していた。その後、井森と同じ金曜パーソナリティの高橋正純と番組スタッフの思惑により、ウィークリーチャートで1位を獲得したらイベントで歌ってもらう企画を提案（のちに、この企画は「Road To Makuhari〜井森美幸ファーストコンサートへの道〜」と題される）。本人も、まさか1位になるとは予想していなかった事もあり、承諾し歌う事を決意した。この決意をきっかけに、リスナーからのリクエストが段々と増えていき、ついに4月13日OA のウィークリーチャートで第1位を獲得することになった。
翌日のスポーツ新聞・芸能ニュースにも大きく取り上げられ、5月11日の放送回ではコンサートの模様も流された。
さらに、当番組の2007年上半期リクエスト総合第1位に輝いた記念として、本人初のシングル・コンプリートアルバム『bayfm78 presents IMORI MIYUKI SINGLE COLLECTION 井森美幸に2,000円!!』が2007年9月19日に発売。アルバムのタイトルは井森がかつて出演していた『クイズダービー』に因んでリスナーの公募により決定した。

### 富里スイカロードレース出場
2008年6月22日、千葉県富里市で行われた『第25回富里スイカロードレース大会』に、きゃんひとみ、島村幸男、有村昆(2007年度も参加)、バズーカ山寺、高橋正純の各パーソナリティ・スタッフが参加して、全員10キロメートルを完走した。この模様は6月27日に、きゃんがキャスターを務める『NEWS C-master』（チバテレ）内でも放送された。